# Emmanuel Bove
Emmanuel Bove (Parijs, 1898 - Parijs, 1945) was een Franse romanschrijver van joodse afkomst.

## Leven
Bove, pseudoniem van Emmanuel Bobovnikov, was de zoon van een Russische immigrant en een kamermeisje uit Luxemburg. Hij werd in de vroege jaren 20 ontdekt door de schrijfster Colette. Tijdens WO II ontvluchtte hij het Franse Vichy-bewind en leefde hij in Algerije.
Bove was een productief en bij leven gevierd auteur, die na de Tweede Wereldoorlog in de vergetelheid raakte. In de jaren ’70 werd hij herontdekt en heruitgegeven. In Duitsland heeft Peter Handke via vertalingen veel bijgedragen aan de herontdekking van zijn werk. In Nederland is een eerste reeks vertalingen verschenen in de jaren 80, maar er verschijnen nog steeds nieuwe vertalingen van onbekende titels.

## Werk
Bove paart in zijn romans sociaal-psychologisch realisme aan stilistische eenvoud. De ontreddering van 'kleine luyden' is een terugkerend thema; zijn personages dragen de stigma's van de standenmaatschappij waarin ze opgesloten zitten.
Volgens Samuel Beckett had Emmanuel Bove '...als geen ander het gevoel voor het treffende detail.' De Belgische dichter Christian Dotremont zag in Bove een voorloper van de Nouveau roman en achtte het daarom des te verbazender dat hij juist in de jaren 50 en 60 in de vergetelheid was geraakt.